# 相京光雄
相京 光雄（あいきょう みつお、1908年1月3日 - 1984年4月29日）は、日本の経営者。神奈川県横浜市出身。

## 経歴
1932年に東京商科大学本科を卒業し、同年4月に三菱鉱業に入社。1957年5月に三菱金属鉱業取締役に就任し、1959年8月に常務を経て、1963年5月に副社長に就任し、1967年5月には社長に昇格した。1973年5月に三菱鉱業セメント会長に就任し、1977年6月から相談役を務めた。日本鉱業協会会長も務めた。
1969年10月に藍綬褒章を受章し、1979年4月に勲一等瑞宝章を受章。
1984年4月29日急性心不全のために死去。76歳没。